# Skipton Castle
Skipton Castle is een kasteel in Skipton in het graafschap North Yorkshire. Het kasteel dateert uit het jaar 1090 en werd na de Engelse Burgeroorlog volledig gerestaureerd door Anne Clifford, 14de barones van Clifford. Het geslacht Clifford bewoont het kasteel niet meer sedert de dood van Lady Clifford in 1676; het is hierdoor een van de best bewaarde middeleeuwse kastelen in Engeland. De burcht vormt de belangrijkste attractie van de stad Skipton en wordt beheerd door een trust.

## Overzicht

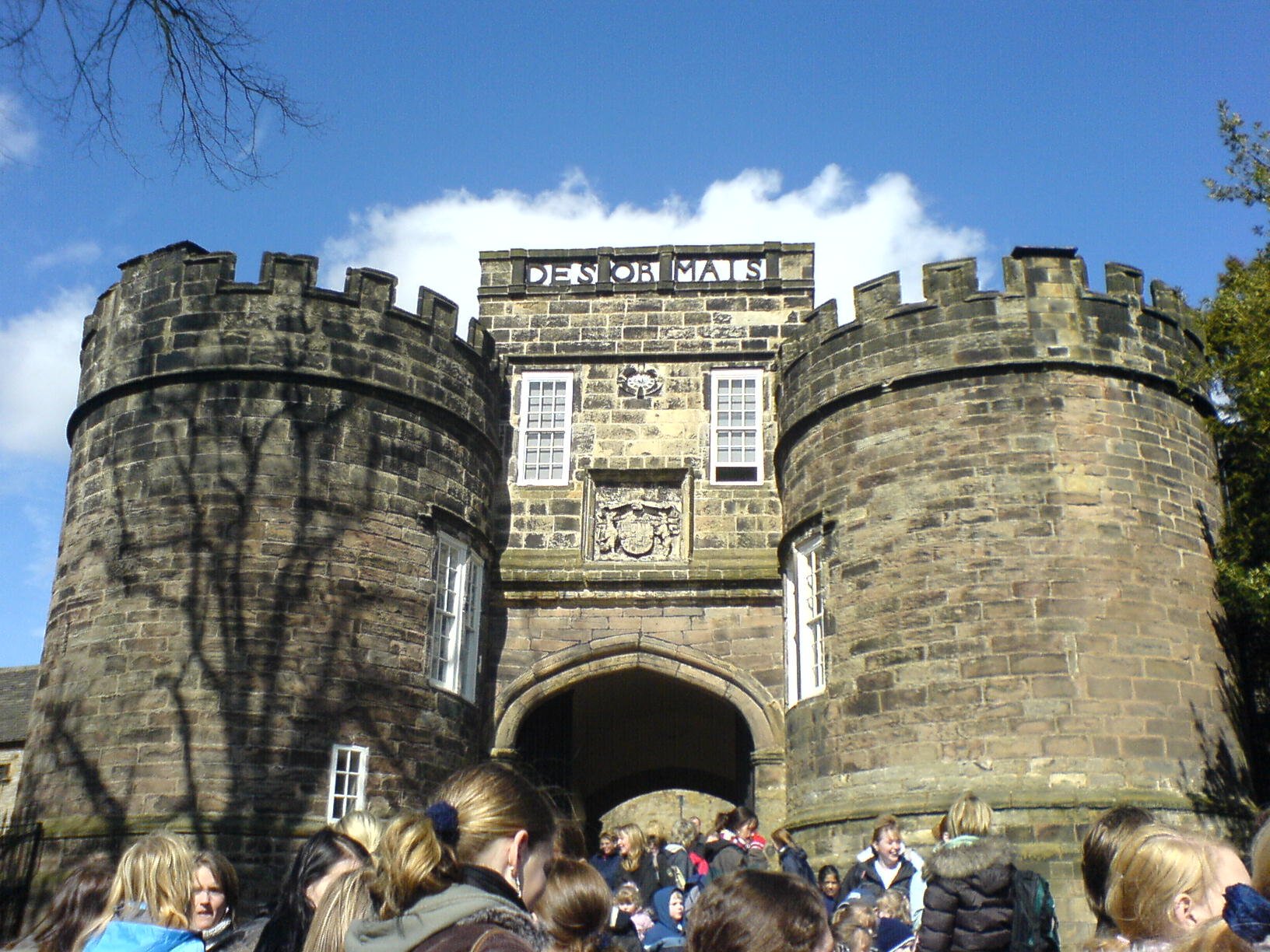
Hoofdingang

Skipton Castle bevindt zich op een helling, waarachter het dal van de beek Eller Beck ligt, in de Yorkshire Dales. De ingang van het kasteel wordt gevormd door de twee ronde torens van het poortgebouw met kantelen, waarboven de Franse leuze van het geslacht Clifford prijkt: „Desormais” (vanaf heden). Deze twee torens dateren uit de romaanse periode en zijn het oudste deel van het kasteel. Het poortgebouw vertoont nog sporen van een valhek. Boven de hoofdingang bevindt zich een inscriptie die aan de restauratie van het kasteel in 1657 en 1658 herinnert. Ter rechterzijde bevindt zich het bezoekerscentrum in een kunstmatige grot in renaissancestijl, die in 1629 door Henry Clifford werd voltooid. Er bestaan nog slechts twee exemplaren van dergelijke grotten in Engeland; het andere bevindt zich in Woburn Abbey.
De toegang tot het eigenlijke kasteel gaat langs een trap, Lady Anne’s Steps genoemd. Boven aan de trappen leidt een boog over de plek waar zich vroeger de oude takelbrug bevond. Het centrum van het kasteel wordt gevormd door een binnenkoertje waarop zich de enige waterleiding van het kasteel bevond; deze plek wordt Conduit Court genoemd en dankt haar uiterlijk aan verbouwingen in de Tudor-periode. Lady Clifford plantte in 1659 midden op het koertje een scheut van een venijnboom, die thans ruim 9 voet hoog is.

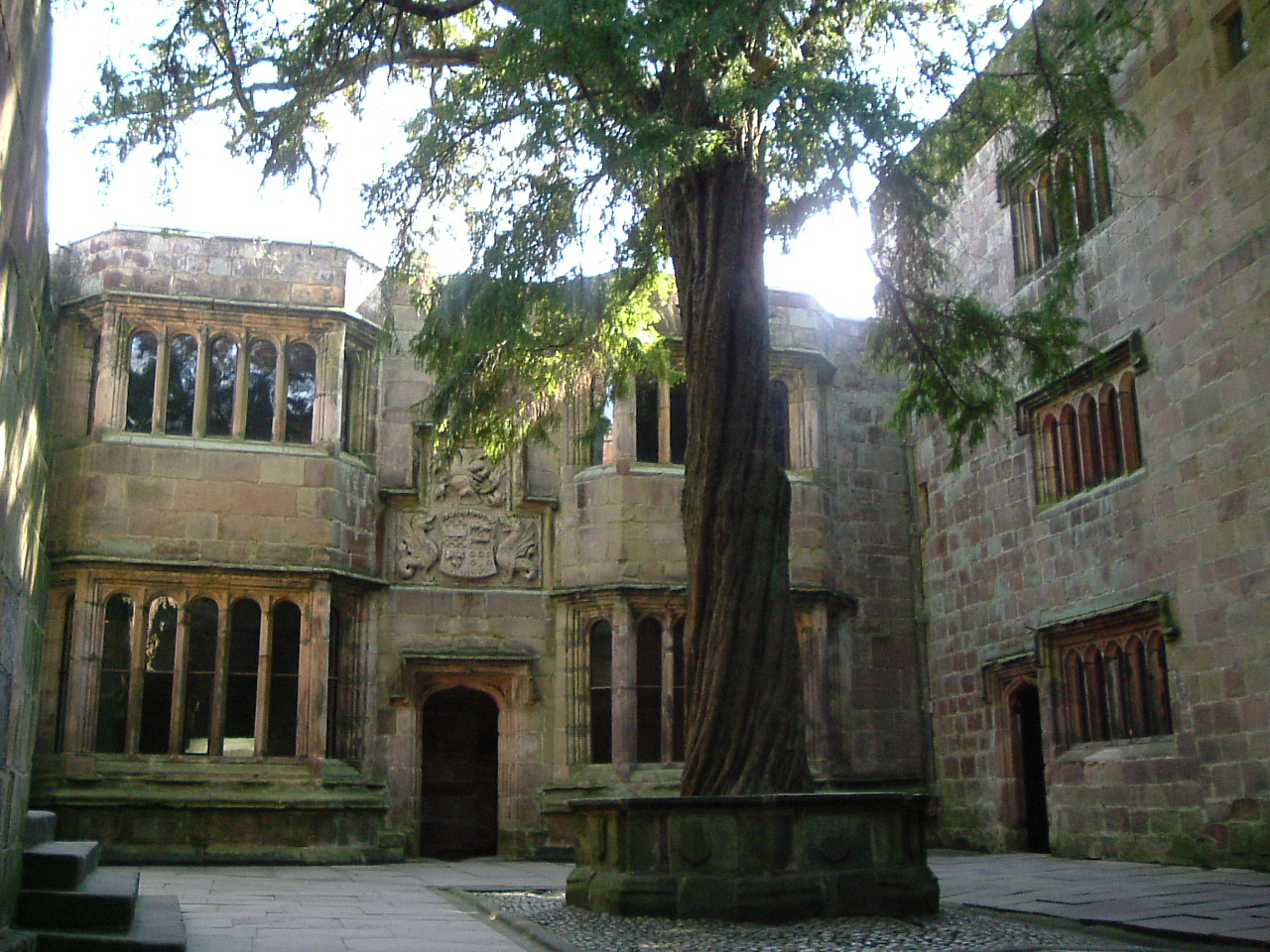
Binnenkoer met de door Anne Clifford geplante boom

Links van de koer, op de eerste verdieping, is de banketzaal en de keuken. Achter de banketzaal ligt de privéruimte waarin de heer en dame van het kasteel zich naar believen konden terugtrekken. In deze kamer zou Maria I van Schotland opgesloten zijn geweest; er is een groot raam dat naar het noorden uitkijkt. Achter de privéruimte leidt een trapje omlaag naar de bibliotheek. De bibliotheek is een ronde, torenvormige kamer, die voorheen veel dikkere muren had. De Roundheads verplichtten Lady Clifford in 1648, de muren aanzienlijk dunner te maken, en in deze kamer ziet men goed het verschil tussen de oorspronkelijke dikte en de dikte waartoe de muren tijdens de Burgeroorlog gereduceerd werden. De officiële akten van het kasteel werden hier bewaard, maar door schimmel en ongedierte waren die reeds toentertijd sterk aangetast of vernield.
Ook op de eerste verdieping bevindt zich de dagkamer, waarin Lord Clifford in de 16de eeuw zijn dagelijkse werkzaamheden uitvoerde. In deze kamer werden zeldzame fragmenten van 17de-eeuws behangpapier aangetroffen. De keuken bevindt zich aan de andere kant van de banketzaal; deze keuken werd vanaf 1300 in gebruik genomen en deed ruim 350 jaar dienst. Hij bevat een grote haard waarin vlees geroosterd werd, en daartegenover twee stenen ovens. Naast de haard bevindt zich een latrine met rechtstreekse afwatering naar beneden.
De wachttoren telt drie verdiepingen; in 1659 werd het stenen dak door een dak van eikenhout vervangen, daar alle daken waarop eventueel kanonnen konden worden geplaatst, toentertijd verboden waren.
De oudste delen van het kasteel, de uitkijktorens aan de ingang niet te na gesproken, zijn nog in de romaanse stijl met rondbogen en vormden oorspronkelijk het poortgebouw van het kasteel. Dit zijn de gevechtskamer op het gelijkvloers en de kerker. In de gevechtskamer hielden zich longbowschutters op voor het geval dat het kasteel bestormd werd; de kamer heeft een afgeschermd hoekje met een uitkijkspleet naar het zuiden, en tezelfdertijd een loergat waardoor elkeen gezien kon worden die de kamer betrad. In geval van een vijandige aanval kon een schutter zich hier verschuilen en door dit gat alle indringers beschieten.

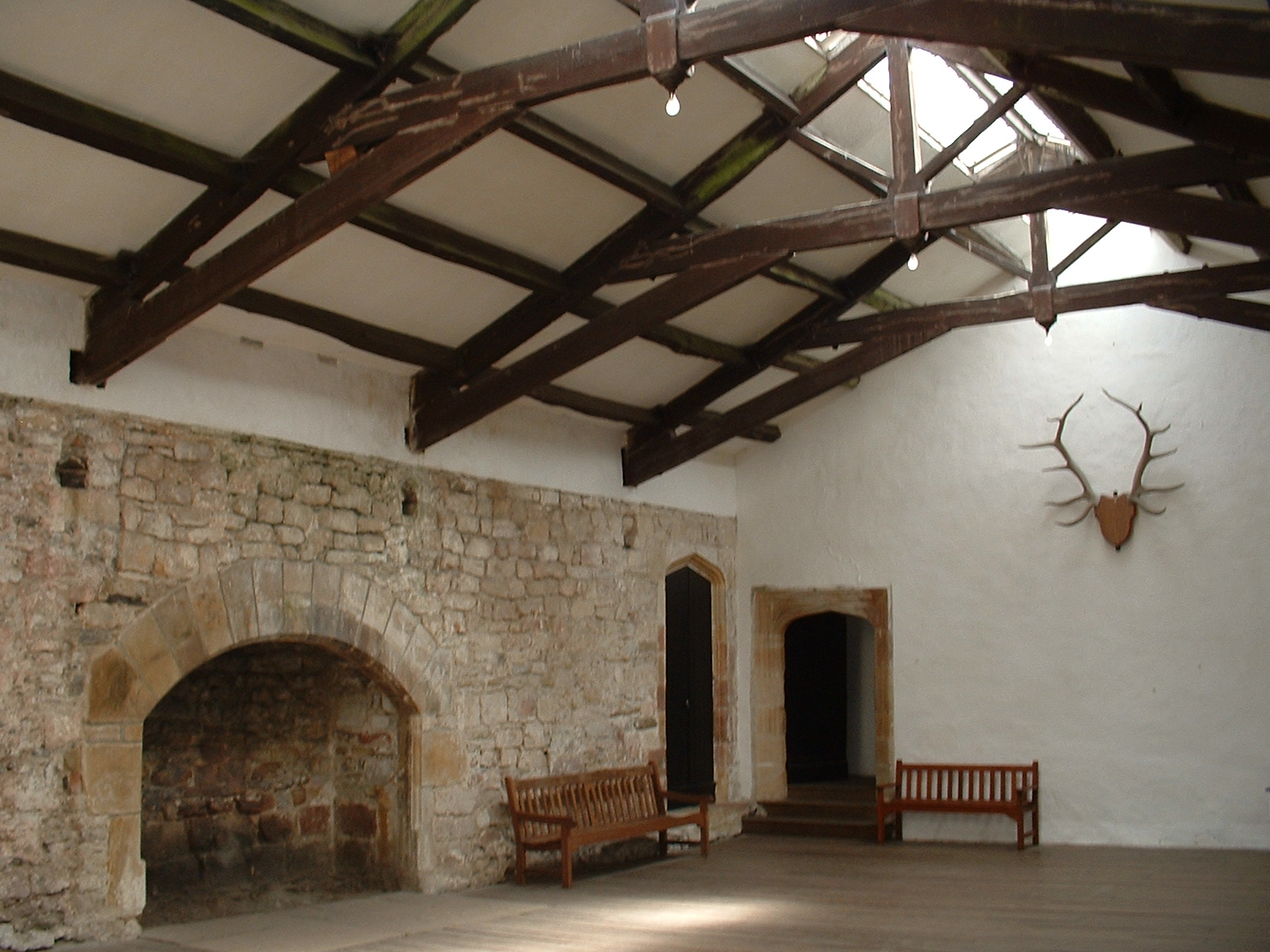
Banketzaal op de eerste verdieping

De kerker wordt met een steile trap omlaag bereikt. Hier waren ijzeren ogen aanwezig om gevaarlijke gevangenen aan de ketting te houden, maar er zijn daarentegen geen bewijzen voor marteling overgeleverd. Naar verluidt, beweerde een man op zijn proces dat hij tijdens zijn gevangenschap in Skipton Castle beter te eten had gekregen dan in zijn hele leven. Eén gevangene heeft een schild in de muur van de kerker gekerfd.
Tegenover de gevechtskamer aan de andere kant van de binnenkoer bevinden zich de oude opslagplaatsen voor wijn en bier, alsmede een extra keuken die later werd toegevoegd. Deze keuken werd in 1680 gebouwd en bleef in gebruik tot het jaar 1900. Daarnaast bevindt zich een kamer waarin vlees werd gerookt en gepekeld voor de winter, en daarnaast staat een toren waarin de garnizoenscommandant op uitkijk stond.
Op het kasteeldomein bevindt zich eveneens de ruïne van een kapel voor Sint-Johannes de Evangelist. Deze kapel dateert uit de 12de eeuw en was voor het privégebruik van het geslacht Clifford en de bewoners van het kasteel bestemd. De kapel is in de 17de eeuw in verval geraakt en heeft geen interieur meer, behalve een oude doopvont. Na het doopsel van Katherine Dungarvan, dochter van Elizabeth Clifford, in het jaar 1637 is geen geattesteerd gebruik van de kapel meer overgeleverd. Ze deed vervolgens dienst als stal en opslagplaats.
De Long Gallery naast het kasteel uit de Tudor-periode, is een privéwoning en niet voor het publiek toegankelijk.

## Bewoners

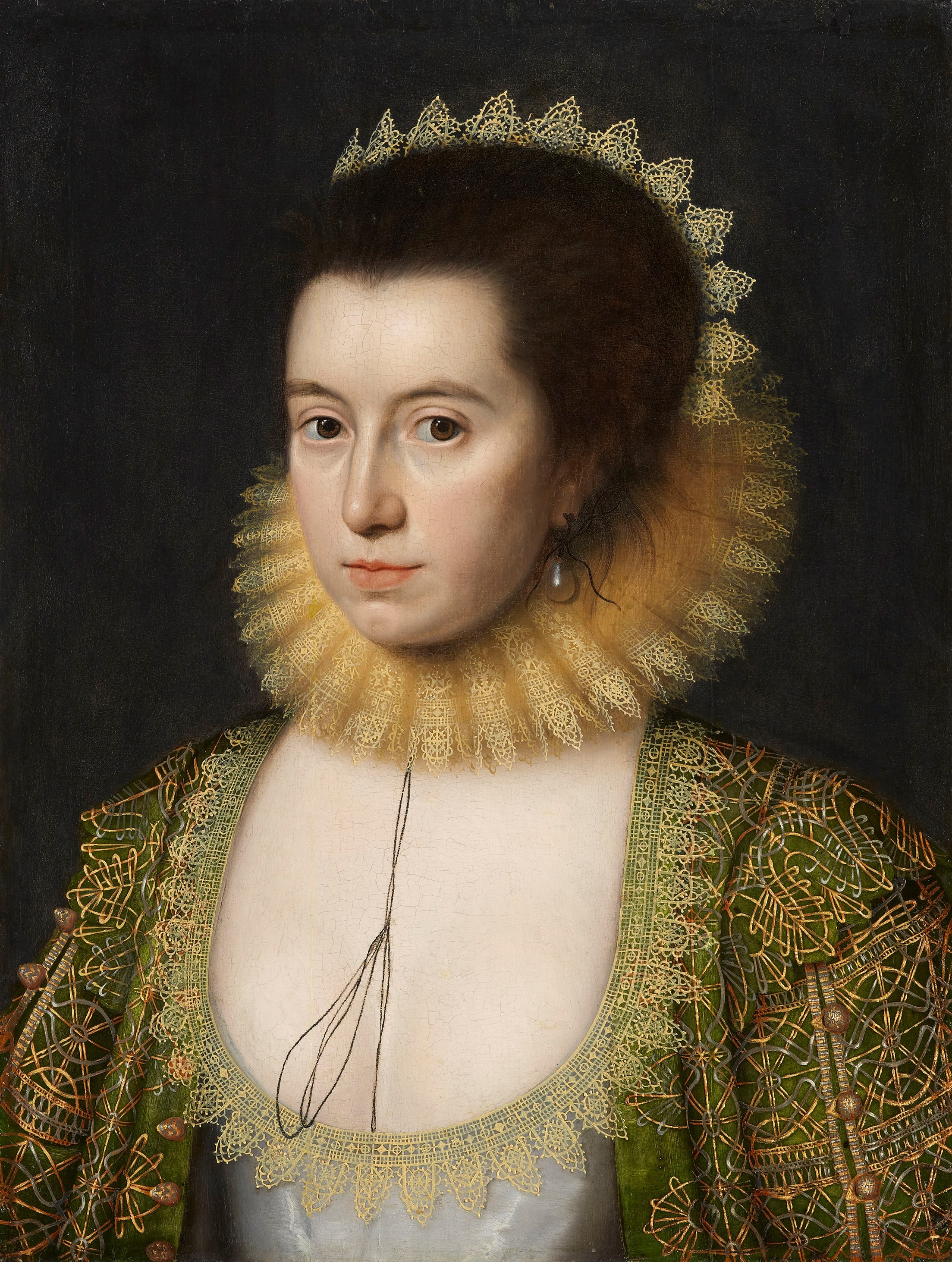
Lady Anne Clifford

Skipton Castle is sedert 1310 in het bezit van de familie Clifford geweest, die tevens eigenaar van Clifford Castle in Herefordshire was. De eerste burcht op de plek werd echter omstreeks 1090 door de Normandische baron Robert de Romille gebouwd, en het was lady Alice de Romille die de belendende kapel liet bouwen. In 1292 verbleef koning Eduard I in Skipton Castle; tijdens restauratiewerkzaamheden werden enkele zilveren muntstukken uit de 13de eeuw aangetroffen in de ruimten die later de voorraadkamers zouden worden.
Koning Eduard II schonk het kasteel aan Robert Clifford, 1ste Lord Clifford van Skipton, die het meteen sterk begon te verstevigen, maar in 1314 sneuvelde in de slag bij Bannockburn.
Sommige leden van de familie Clifford werden, benevens lord van Skipton, eveneens earl van Cumberland. John Clifford, 9de lord Clifford van Skipton doodde de hertog van York tijdens de Rozenoorlog. Zijn uitzonderlijk wreedaardige optreden in de strijd leverde hem de bijnaam ‘de slachter’ op, en hij sneuvelde in 1461 in de slag bij Towton, waarop zijn zoon onderdook in Cumberland en als schaapsherder leefde. Kasteelheer Henry Clifford werd zodoende bekend als de ‘scheperheer’. Laatstgenoemde kasteelheer bouwde de Conduit Court van Skipton Castle verder uit, nadat hij door Hendrik VII in ere was hersteld.
De dertiende kasteelheer, George Clifford, tevens derde earl van Cumberland, was de vader van Lady Anne. Hij was een gunsteling van koningin Elizabeth en vocht tegen de Spanjaarden, onder andere in de slag tegen de Spaanse Armada en door Puerto Rico te plunderen. Diens broer Francis Clifford werd in 1605 eigenaar van Skipton Castle en werd 82 jaar oud. George had hem weliswaar opgedragen het kasteel aan Anne over te dragen; het duurde echter nog tot 1643 vooraleer zij kasteeldame werd, omdat de zoon van Francis ook nog twee jaar het kasteel in zijn bezit had.
Lady Anne Clifford, 14de Barones de Clifford, gravin-douairière van Pembroke, Dorset en Montgomery, tevens schoutin van Westmorland, is de persoon met wie het kasteel het meest geassocieerd wordt, en zij heeft er dan ook het sterkst haar stempel op gezet. Vóór de Engelse Burgeroorlog waren de muren van Skipton Castle gemiddeld vier meter dik; het kasteel vormde het laatste Noord-Engelse bastion van de royalistische aanhangers van Karel I, die er drie jaar lang stand in hielden gedurende een belegering door de troepen van Oliver Cromwell. De koningsgezinden capituleerden in 1645, maar namen in 1648 node wederom hun intrek in het kasteel. Het was tijdens het Protectoraat dat Anne Clifford met de restauratie van het kasteel aanving. Boven de hoofdingang hangt een herdenkingsinscriptie die verhaalt dat het hoofdgedeelte van het kasteel sedert december 1648 in puin had gelegen, waarna zij het kasteel in de jaren 1657 en 1658 herstelde. Een voorwaarde voor de toestemming tot herbouwen was dat het kasteel niet meer als verdedigingsbolwerk dienst mocht doen; de republikeinen hadden de daken reeds grotendeels ontmanteld. Hierop restaureerde Anne Clifford de daken in een slankere houten versie, die niet voor bewapening geschikt is. De dikte van de muren werd met bijna de helft gereduceerd, hetgeen duidelijk te zien is vanbinnen in de uitkijktorens. Tijdens de belegering hadden Cromwells manschappen de watertoevoer naar Skipton Castle afgesneden; er werd zodoende een waterput op het domein aangelegd, die nog steeds aanwezig is.
Anne Clifford overleed in 1676 en liet het kasteel in volledig gerestaureerde toestand na. Zij was de laatste telg van het geslacht die het kasteel daadwerkelijk als haar huis bewoonde; sedertdien zijn geen structurele wijzigingen meer aangebracht. Haar hedendaagse afstammeling, lord Clifford van Chudleigh, verleende zijn toestemming om het banier van de familie Clifford over het kasteel te laten wapperen. Als toeristische attractie wordt Skipton Castle jaarlijks door meerdere duizenden mensen bezichtigd; het is, met uitzondering van kerstdag, het gehele jaar door geopend.